# Må jeg osse være med
|  | Denne artikel er oprettet af botten Steenthbot ud fra en ekstern database. Den kan derfor have sproglige fejl eller mangler. Denne skabelon kan fjernes efter kontrol af indholdet. |

Må jeg osse være med er en dansk oplysningsfilm fra 1973 instrueret af Nicolai Lichtenberg efter eget manuskript.

## Handling
En redegørelse for Københavns Kommunes daginstitutioner for børn og unge. Filmen skildrer dagliglivet i forskellige typer af vuggestuer, børnehaver, fritidshjem og ungdomsklubber.